# 宮部鼎蔵

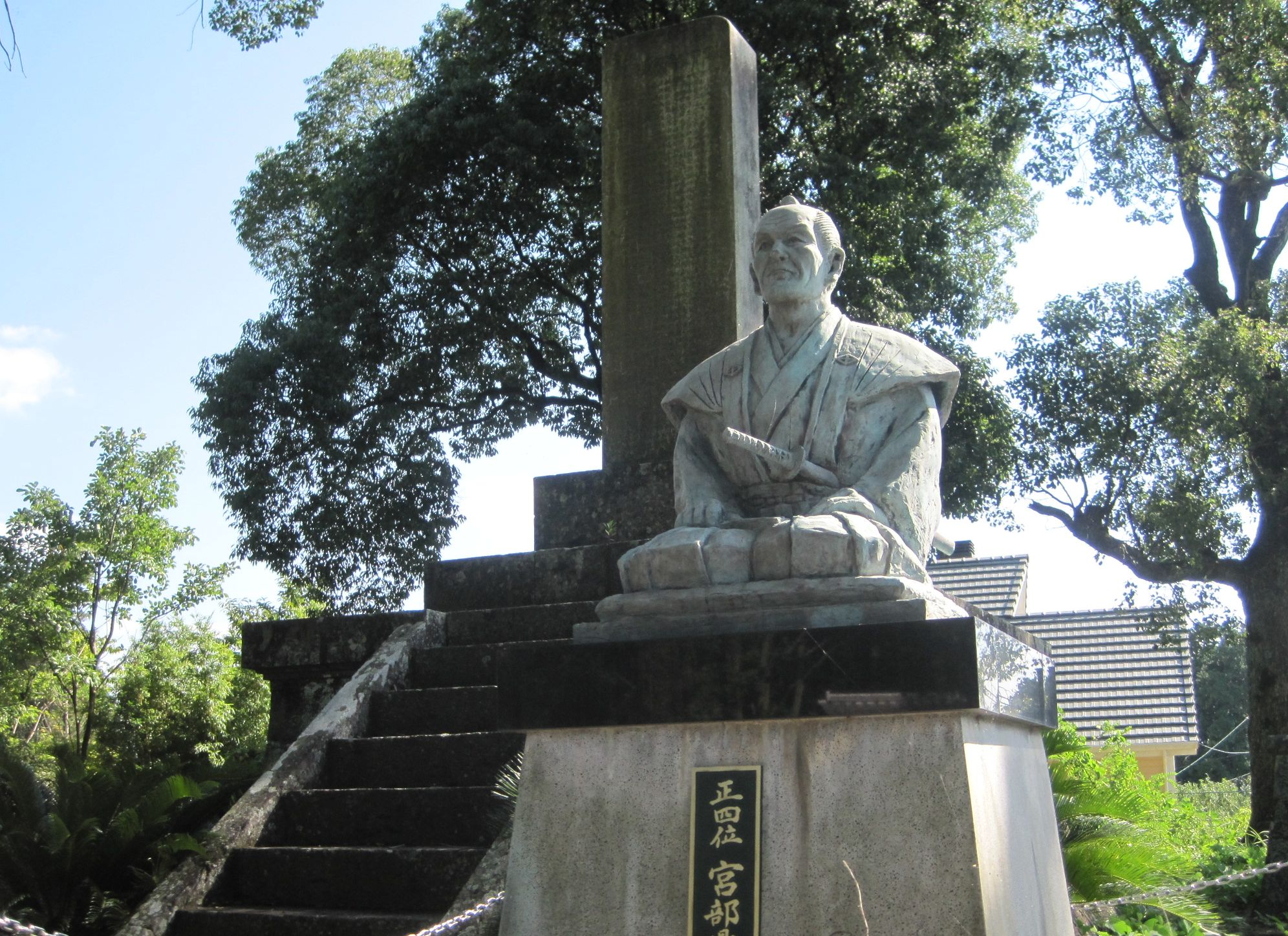
宮部鼎蔵の像（鼎春園）

宮部 鼎蔵（みやべ ていぞう、文政3年（1820年）4月 - 元治元年6月5日（1864年7月8日））は、日本の武士（熊本藩士）、尊皇攘夷派の活動家。鼎三とも。諱は増実。号は田城。贈正四位。養父に宮部増美、実弟に宮部春蔵がいる。

## 経歴

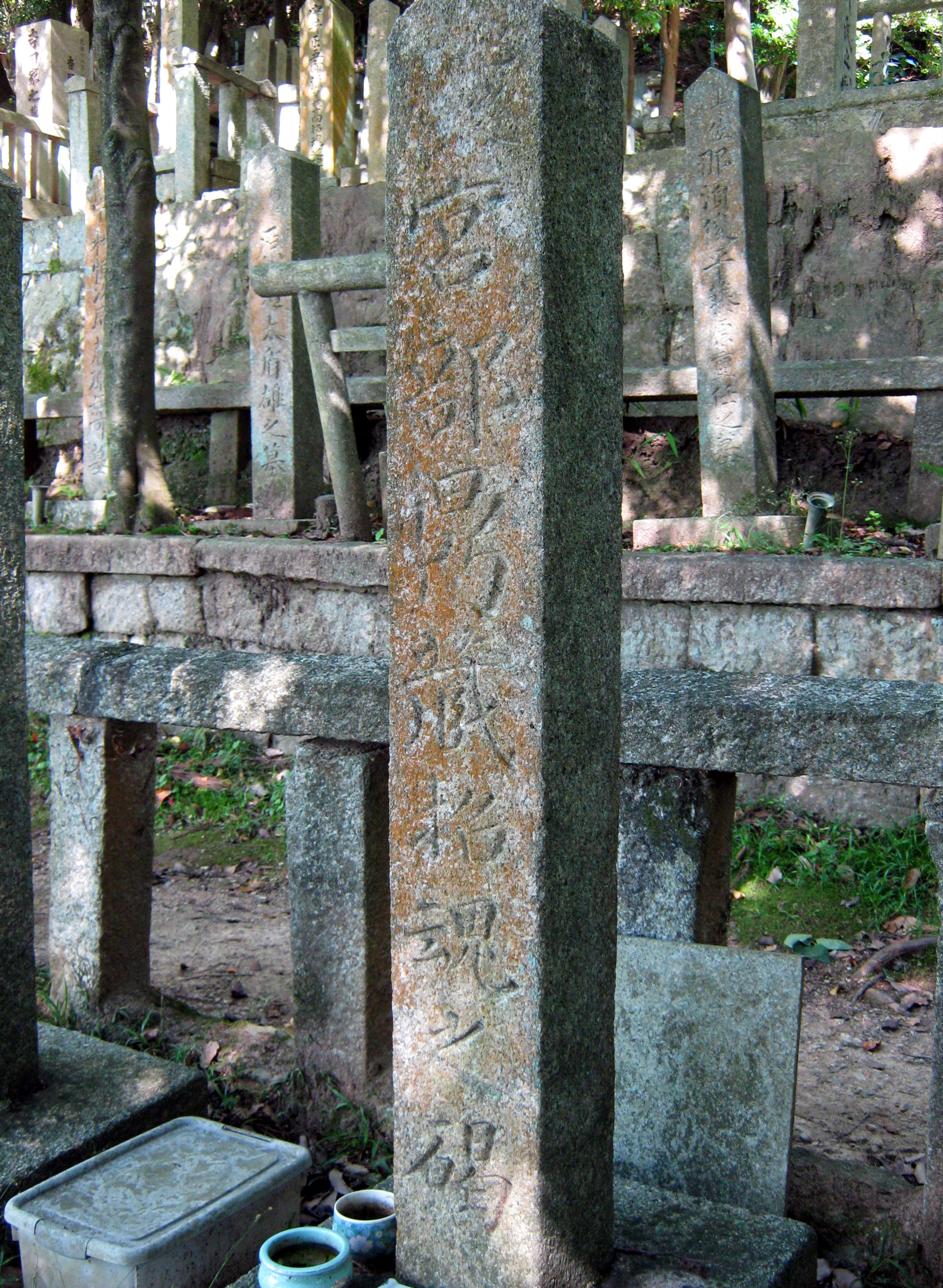
宮部鼎蔵招魂之碑、京都霊山護国神社

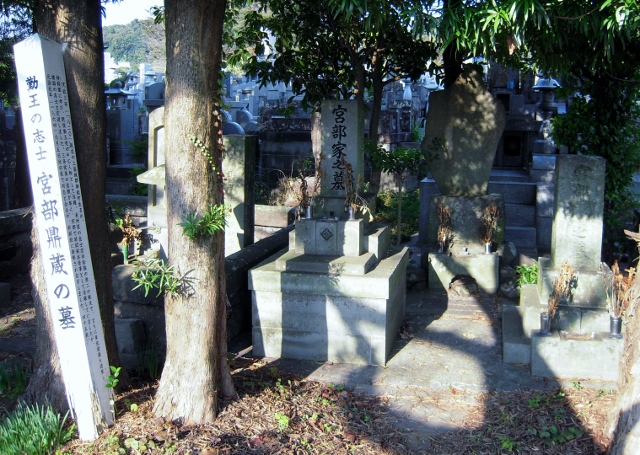
熊本市の小峰墓地にある宮部鼎蔵墓

肥後国益城郡田代村（熊本県上益城郡御船町）に生まれる。医者の家庭で、叔父の宮部増美の養子となる。山鹿流軍学を学び、30歳の頃には熊本藩に召し出され、林桜園に国学などを学ぶ。長州藩の吉田松陰と知り合い、嘉永3年（1850年）、東北旅行に同行する。松陰と鼎蔵は嘉永4年（1851年）、山鹿素水に学んでいる。文久元年（1861年）には肥後勤王党に参加する。文久2年（1862年）には清河八郎も宮部を訪ね肥後に来ている。その後、京都で活動する。文久3年（1863年）に起きた八月十八日の政変で、長州藩が京より追放されると宮部も長州藩へ去るが、元治元年（1864年）には再び京都へ潜伏し、古高俊太郎のところに寄宿する。
元治元年（1864年）6月5日、池田屋で会合中に新選組に襲撃され、奮戦するが自刃する（池田屋事件）。享年45。明治24年（1891年）に従四位を贈られている。
墓所は京都霊山護国神社と熊本市小峰墓地及び桜山神社にある。

## 評価
- 吉田松陰 「宮部は毅然たる武士。僕常に以て及ばずと為す。毎々往々、資益あるを覚ゆ」

## 鼎春園
鼎春園（ていしゅんえん）は、熊本県上益城郡御船町上野にある宮部鼎蔵と弟の宮部春蔵を記念して作られた公園。鼎蔵と春蔵から、一文字ずつとって名付けられた。大正2年（1913年）建立の顕彰碑、兄弟それぞれの歌碑（歌の選者は竹添進一郎）、宮部鼎蔵の像などがある。
鼎蔵の歌碑には、「いざ子供馬に鞍おけ九重の御階の桜散らぬそのまに」とある。この歌は、孝明天皇の「矛とりてまもれ宮人九重の御階の桜風そよぐなり」に応えたものといわれている。
近くには宮部鼎蔵生家跡があり、数百メートルほど離れて宮部鼎蔵一族の墓所がある。
- 住所 - 熊本県上益城郡御船町上野
- アクセス - 車で国道445号線を通り御船町中心部より約30分
- 駐車場 - 有

### 歌碑
- 宮部鼎蔵 - いざ子供馬に鞍おけ九重の御階の桜散らぬそのまに
- 宮部春蔵 - 故里の花を見すてて飛ぶ田鶴は雲井の空に羽をやうつらむ